# Women's Tour Down Under 2024
La 16e édition du Women's Tour Down Under a lieu du 12 janvier au 14 janvier 2024, en Australie. La course fait partie du UCI World Tour.
Ally Wollaston remporte la première étape au sprint. Cecilie Uttrup Ludwig en fait de même le lendemain, dans un final plus difficile. La dernière étape se décide dans la côte finale où Sarah Gigante s'impose en solitaire. Elle remporte par la même occasion le classement général. Elle devance Nienke Vinke et Neve Bradbury. Vinke remporte le classement de la meilleure jeune. Celui par points est gagné par Sofia Bertizzolo, celui de la montagne par Katia Ragusa. DSM-firmenich PostNL est la meilleure équipe.

## Équipes
| UCI Women's WorldTeams (9)- AG Insurance-Soudal Team - Canyon-SRAM Racing - FDJ-Suez - Human Powered Health - Lidl-Trek - Liv AlUla Jayco - Team Visma \| Lease a Bike - Team DSM-Firmenich PostNL - UAE Team ADQ Équipes féminines continentales (6)- Team BridgeLane - Ara-Skip Capital - Lifeplus Wahoo - St Michel-Mavic-Auber93 - Team Coop-Repsol - Tashkent City Women Professional Cycling Team Équipe nationale- Australie |
| |

## Étapes
| Étape     | Date     | Villes étapes            | type            | Distance (km) | Vainqueur d'étape     | Leader du classement général |
| --------- | -------- | ------------------------ | --------------- | ------------- | --------------------- | ---------------------------- |
| 1re étape | 12 janv. | Hahndorf – Campbelltown  | étape de plaine | 93,9          | Ally Wollaston        | Ally Wollaston               |
| 2e étape  | 13 janv. | Glenelg – Stirling       | étape vallonnée | 104,2         | Cecilie Uttrup Ludwig | Cecilie Uttrup Ludwig        |
| 3e étape  | 14 janv. | Adélaïde – Willunga Hill | étape vallonnée | 93,4          | Sarah Gigante         | Sarah Gigante                |

## Parcours
La première étape est plate, si on excepte une côte à mi-parcours. Son final est en descente. La deuxième étape est vallonnée et se termine en côte. La dernière étape est vallonnée au début, puis plate, avant de se conclure par l'ascension de Willunga Hill longue de 3,8 km avec une pente moyenne de 7,4 %,.

## Favorites
Les protagonistes de l'an passé : Amanda Spratt et Grace Brown, sont au départ et de nouveau favorites. La FDJ-Suez a également Cecilie Uttrup Ludwig comme grimpeuse. Sarah Gigante a le record en course sur l'ascension de Willunga Hill et peut donc également prétendre à la victoire.

## Déroulement de la course

### 1reétape
Il fait chaud sur la course. L'échappée se forme après le sprint intermédiaire au kilomètre douze. Elle comporte : Matilda Raynolds, Katia Ragusa et India Grangier. Kate Richardson les rejoint à cinquante-six kilomètres de l'arrivée. Leur avance atteint quatre minutes. Dans l'ascension de la journée, Raynold part seule. Elle est reprise à huit kilomètres de la ligne. Au sprint, Ally Wollaston se montre la plus rapide.
| \| Classement de l'étape \| Classement de l'étape \| Classement de l'étape \| Classement de l'étape \| Classement de l'étape \| \| Coureur \| Coureur \| Pays \| Équipe \| Temps \| \| --------------------- \| --------------------- \| --------------------- \| ------------------------- \| --------------------- \| \| 1re \| Ally Wollaston \| Nouvelle-Zélande \| AG Insurance-Soudal Team \| 2 h 32 min 37 s \| \| 2e \| Georgia Baker \| Australie \| Liv AlUla Jayco \| + 0 s \| \| 3e \| Sofia Bertizzolo \| Italie \| UAE Team ADQ \| + 0 s \| \| 4e \| Kristýna Burlová \| Tchéquie \| Lifeplus Wahoo \| + 0 s \| \| 5e \| Gladys Verhulst \| France \| FDJ-Suez \| + 0 s \| \| 6e \| Francesca Barale \| Italie \| Team dsm-firmenich PostNL \| + 0 s \| \| 7e \| Roxane Fournier \| France \| St Michel-Mavic-Auber 93 \| + 0 s \| \| 8e \| Cecilie Uttrup Ludwig \| Danemark \| FDJ-Suez \| + 0 s \| \| 9e \| Soraya Paladin \| Italie \| Canyon-SRAM Racing \| + 0 s \| \| 10e \| Amanda Spratt \| Australie \| Lidl-Trek \| + 0 s \| |                       |                  |                           |                 |
| |                       |                  |                           |                 |
| Source : ProCyclingStats |                       |                  |                           |                 |
| Classement de l'étape |                       |                  |                           |                 |
| Coureur | Coureur               | Pays             | Équipe                    | Temps           |
| 1re | Ally Wollaston        | Nouvelle-Zélande | AG Insurance-Soudal Team  | 2 h 32 min 37 s |
| 2e | Georgia Baker         | Australie        | Liv AlUla Jayco           | + 0 s           |
| 3e | Sofia Bertizzolo      | Italie           | UAE Team ADQ              | + 0 s           |
| 4e | Kristýna Burlová      | Tchéquie         | Lifeplus Wahoo            | + 0 s           |
| 5e | Gladys Verhulst       | France           | FDJ-Suez                  | + 0 s           |
| 6e | Francesca Barale      | Italie           | Team dsm-firmenich PostNL | + 0 s           |
| 7e | Roxane Fournier       | France           | St Michel-Mavic-Auber 93  | + 0 s           |
| 8e | Cecilie Uttrup Ludwig | Danemark         | FDJ-Suez                  | + 0 s           |
| 9e | Soraya Paladin        | Italie           | Canyon-SRAM Racing        | + 0 s           |
| 10e | Amanda Spratt         | Australie        | Lidl-Trek                 | + 0 s           |

| \| Classement général \| Classement général \| Classement général \| Classement général \| Classement général \| \| Coureur \| Coureur \| Pays \| Équipe \| Temps \| \| ------------------ \| ------------------- \| ------------------ \| ------------------------ \| ------------------ \| \| 1re \| Ally Wollaston \| Nouvelle-Zélande \| AG Insurance-Soudal Team \| 2 h 32 min 27 s \| \| 2e \| Georgia Baker \| Australie \| Liv AlUla Jayco \| + 2 s \| \| 3e \| Sofia Bertizzolo \| Italie \| UAE Team ADQ \| + 6 s \| \| 4e \| Ruby Roseman-Gannon \| Australie \| Liv AlUla Jayco \| + 7 s \| \| 5e \| Katia Ragusa \| Italie \| Human Powered Health \| + 7 s \| \| 6e \| India Grangier \| France \| Team Coop-Repsol \| + 8 s \| \| 7e \| Dominika Włodarczyk \| Pologne \| UAE Team ADQ \| + 9 s \| \| 8e \| Matilda Raynolds \| Australie \| Team BridgeLane \| + 9 s \| \| 9e \| Kristýna Burlová \| Tchéquie \| Lifeplus Wahoo \| + 10 s \| \| 10e \| Gladys Verhulst \| France \| FDJ-Suez \| + 10 s \| |                     |                  |                          |                 |
| |                     |                  |                          |                 |
| Source : ProCyclingStats |                     |                  |                          |                 |
| Classement général |                     |                  |                          |                 |
| Coureur | Coureur             | Pays             | Équipe                   | Temps           |
| 1re | Ally Wollaston      | Nouvelle-Zélande | AG Insurance-Soudal Team | 2 h 32 min 27 s |
| 2e | Georgia Baker       | Australie        | Liv AlUla Jayco          | + 2 s           |
| 3e | Sofia Bertizzolo    | Italie           | UAE Team ADQ             | + 6 s           |
| 4e | Ruby Roseman-Gannon | Australie        | Liv AlUla Jayco          | + 7 s           |
| 5e | Katia Ragusa        | Italie           | Human Powered Health     | + 7 s           |
| 6e | India Grangier      | France           | Team Coop-Repsol         | + 8 s           |
| 7e | Dominika Włodarczyk | Pologne          | UAE Team ADQ             | + 9 s           |
| 8e | Matilda Raynolds    | Australie        | Team BridgeLane          | + 9 s           |
| 9e | Kristýna Burlová    | Tchéquie         | Lifeplus Wahoo           | + 10 s          |
| 10e | Gladys Verhulst     | France           | FDJ-Suez                 | + 10 s          |

### 2eétape
Emily Watts attaque à seize kilomètres de la ligne et obtient jusqu'à trente secondes d'avance. Le peloton la reprend à huit kilomètres du but. La leader Ally Wollaston est légèrement distancée dans le final. Au sprint, Cecilie Uttrup Ludwig attend les tout derniers mètres pour produire son effort et s'imposer.
| \| Classement de l'étape \| Classement de l'étape \| Classement de l'étape \| Classement de l'étape \| Classement de l'étape \| \| Coureur \| Coureur \| Pays \| Équipe \| Temps \| \| --------------------- \| --------------------- \| --------------------- \| ------------------------- \| --------------------- \| \| 1re \| Cecilie Uttrup Ludwig \| Danemark \| FDJ-Suez \| 2 h 54 min 28 s \| \| 2e \| Soraya Paladin \| Italie \| Canyon-SRAM Racing \| + 0 s \| \| 3e \| Sofia Bertizzolo \| Italie \| UAE Team ADQ \| + 0 s \| \| 4e \| Francesca Barale \| Italie \| Team dsm-firmenich PostNL \| + 0 s \| \| 5e \| Heidi Franz \| États-Unis \| Lifeplus Wahoo \| + 0 s \| \| 6e \| Alexandra Manly \| Australie \| Liv AlUla Jayco \| + 0 s \| \| 7e \| Amanda Spratt \| Australie \| Lidl-Trek \| + 0 s \| \| 8e \| Ruth Edwards \| États-Unis \| Human Powered Health \| + 0 s \| \| 9e \| Sarah Gigante \| Australie \| AG Insurance-Soudal Team \| + 0 s \| \| 10e \| Ruby Roseman-Gannon \| Australie \| Liv AlUla Jayco \| + 0 s \| |                       |            |                           |                 |
| |                       |            |                           |                 |
| Source : ProCyclingStats |                       |            |                           |                 |
| Classement de l'étape |                       |            |                           |                 |
| Coureur | Coureur               | Pays       | Équipe                    | Temps           |
| 1re | Cecilie Uttrup Ludwig | Danemark   | FDJ-Suez                  | 2 h 54 min 28 s |
| 2e | Soraya Paladin        | Italie     | Canyon-SRAM Racing        | + 0 s           |
| 3e | Sofia Bertizzolo      | Italie     | UAE Team ADQ              | + 0 s           |
| 4e | Francesca Barale      | Italie     | Team dsm-firmenich PostNL | + 0 s           |
| 5e | Heidi Franz           | États-Unis | Lifeplus Wahoo            | + 0 s           |
| 6e | Alexandra Manly       | Australie  | Liv AlUla Jayco           | + 0 s           |
| 7e | Amanda Spratt         | Australie  | Lidl-Trek                 | + 0 s           |
| 8e | Ruth Edwards          | États-Unis | Human Powered Health      | + 0 s           |
| 9e | Sarah Gigante         | Australie  | AG Insurance-Soudal Team  | + 0 s           |
| 10e | Ruby Roseman-Gannon   | Australie  | Liv AlUla Jayco           | + 0 s           |

| \| Classement général \| Classement général \| Classement général \| Classement général \| Classement général \| \| Coureur \| Coureur \| Pays \| Équipe \| Temps \| \| ------------------ \| --------------------- \| ------------------ \| -------------------------- \| ------------------ \| \| 1re \| Cecilie Uttrup Ludwig \| Danemark \| FDJ-Suez \| 5 h 26 min 55 s \| \| 2e \| Sofia Bertizzolo \| Italie \| UAE Team ADQ \| + 2 s \| \| 3e \| Ruby Roseman-Gannon \| Australie \| Liv AlUla Jayco \| + 3 s \| \| 4e \| Dominika Włodarczyk \| Pologne \| UAE Team ADQ \| + 3 s \| \| 5e \| Soraya Paladin \| Italie \| Canyon-SRAM Racing \| + 4 s \| \| 6e \| India Grangier \| France \| Team Coop-Repsol \| + 8 s \| \| 7e \| Francesca Barale \| Italie \| Team dsm-firmenich PostNL \| + 10 s \| \| 8e \| Amanda Spratt \| Australie \| Lidl-Trek \| + 10 s \| \| 9e \| Lieke Nooijen \| Pays-Bas \| Team Visma \\| Lease a Bike \| + 10 s \| \| 10e \| Nienke Vinke \| Pays-Bas \| Team dsm-firmenich PostNL \| + 10 s \| |                       |           |                            |                 |
| |                       |           |                            |                 |
| Source : ProCyclingStats |                       |           |                            |                 |
| Classement général |                       |           |                            |                 |
| Coureur | Coureur               | Pays      | Équipe                     | Temps           |
| 1re | Cecilie Uttrup Ludwig | Danemark  | FDJ-Suez                   | 5 h 26 min 55 s |
| 2e | Sofia Bertizzolo      | Italie    | UAE Team ADQ               | + 2 s           |
| 3e | Ruby Roseman-Gannon   | Australie | Liv AlUla Jayco            | + 3 s           |
| 4e | Dominika Włodarczyk   | Pologne   | UAE Team ADQ               | + 3 s           |
| 5e | Soraya Paladin        | Italie    | Canyon-SRAM Racing         | + 4 s           |
| 6e | India Grangier        | France    | Team Coop-Repsol           | + 8 s           |
| 7e | Francesca Barale      | Italie    | Team dsm-firmenich PostNL  | + 10 s          |
| 8e | Amanda Spratt         | Australie | Lidl-Trek                  | + 10 s          |
| 9e | Lieke Nooijen         | Pays-Bas  | Team Visma \| Lease a Bike | + 10 s          |
| 10e | Nienke Vinke          | Pays-Bas  | Team dsm-firmenich PostNL  | + 10 s          |

### 3eétape
Cinq coureuses sortent dès le départ, mais sont rapidement reprises. À soixante-dix kilomètres de l'arrivée, Stine Dale, Haylee Fuller et Lucie Fityus s'échappent. Elles sont reprises avant le sprint intermédiaire suivant. Le vent et l'accélération provoque alors des bordures. Grace Brown et Sarah Gigante sont alors en difficulté. Dans la montée finale, cette dernière attaque dès le pied. Cecilie Uttrup Ludwig, Amanda Spratt, Nienke Vinke et Neve Bradbury la suivent. Une nouvelle accélération de Gigante l'isole en tête. Vinke reste à distance, mais Uttrup Ludwig perd beaucoup de terrain. Sarah Gigante lève les bras et remporte le classement général.
| \| Classement de l'étape \| Classement de l'étape \| Classement de l'étape \| Classement de l'étape \| Classement de l'étape \| \| Coureur \| Coureur \| Pays \| Équipe \| Temps \| \| --------------------- \| --------------------- \| --------------------- \| -------------------------- \| --------------------- \| \| 1re \| Sarah Gigante \| Australie \| AG Insurance-Soudal Team \| 2 h 30 min 38 s \| \| 2e \| Nienke Vinke \| Pays-Bas \| Team dsm-firmenich PostNL \| + 16 s \| \| 3e \| Neve Bradbury \| Australie \| Canyon-SRAM Racing \| + 27 s \| \| 4e \| Amanda Spratt \| Australie \| Lidl-Trek \| + 27 s \| \| 5e \| Dominika Włodarczyk \| Pologne \| UAE Team ADQ \| + 46 s \| \| 6e \| Victorie Guilman \| France \| St Michel-Mavic-Auber 93 \| + 47 s \| \| 7e \| Ella Wyllie \| Nouvelle-Zélande \| Liv AlUla Jayco \| + 47 s \| \| 8e \| Maud Oudeman \| Pays-Bas \| Team Visma \\| Lease a Bike \| + 47 s \| \| 9e \| Rosita Reijnhout \| Pays-Bas \| Team Visma \\| Lease a Bike \| + 47 s \| \| 10e \| Julie Van de Velde \| Belgique \| AG Insurance-Soudal Team \| + 47 s \| |                     |                  |                            |                 |
| |                     |                  |                            |                 |
| Source : ProCyclingStats |                     |                  |                            |                 |
| Classement de l'étape |                     |                  |                            |                 |
| Coureur | Coureur             | Pays             | Équipe                     | Temps           |
| 1re | Sarah Gigante       | Australie        | AG Insurance-Soudal Team   | 2 h 30 min 38 s |
| 2e | Nienke Vinke        | Pays-Bas         | Team dsm-firmenich PostNL  | + 16 s          |
| 3e | Neve Bradbury       | Australie        | Canyon-SRAM Racing         | + 27 s          |
| 4e | Amanda Spratt       | Australie        | Lidl-Trek                  | + 27 s          |
| 5e | Dominika Włodarczyk | Pologne          | UAE Team ADQ               | + 46 s          |
| 6e | Victorie Guilman    | France           | St Michel-Mavic-Auber 93   | + 47 s          |
| 7e | Ella Wyllie         | Nouvelle-Zélande | Liv AlUla Jayco            | + 47 s          |
| 8e | Maud Oudeman        | Pays-Bas         | Team Visma \| Lease a Bike | + 47 s          |
| 9e | Rosita Reijnhout    | Pays-Bas         | Team Visma \| Lease a Bike | + 47 s          |
| 10e | Julie Van de Velde  | Belgique         | AG Insurance-Soudal Team   | + 47 s          |

## Classements finals

### Classement général final
| \| Classement général \| Classement général \| Classement général \| Classement général \| Classement général \| \| Coureuse \| Coureuse \| Pays \| Équipe \| Temps \| \| ------------------ \| --------------------- \| ------------------ \| ------------------------- \| ------------------ \| \| 1re \| Sarah Gigante \| Australie \| AG Insurance-Soudal Team \| 7 h 57 min 33 s \| \| 2e \| Nienke Vinke \| Pays-Bas \| Team dsm-firmenich PostNL \| + 20 s \| \| 3e \| Neve Bradbury \| Australie \| Canyon-SRAM Racing \| + 33 s \| \| 4e \| Amanda Spratt \| Australie \| Lidl-Trek \| + 37 s \| \| 5e \| Dominika Włodarczyk \| Pologne \| UAE Team ADQ \| + 44 s \| \| 6e \| Victorie Guilman \| France \| St Michel-Mavic-Auber 93 \| + 57 s \| \| 7e \| Ella Wyllie \| Nouvelle-Zélande \| Liv AlUla Jayco \| + 57 s \| \| 8e \| Julie Van de Velde \| Belgique \| AG Insurance-Soudal Team \| + 57 s \| \| 9e \| Cecilie Uttrup Ludwig \| Danemark \| FDJ-Suez \| + 1 min 02 s \| \| 10e \| Nicole Frain \| Australie \| Australie \| + 1 min 02 s \| |                       |                  |                           |                 |
| |                       |                  |                           |                 |
| Source : ProCyclingStats |                       |                  |                           |                 |
| Classement général |                       |                  |                           |                 |
| Coureuse | Coureuse              | Pays             | Équipe                    | Temps           |
| 1re | Sarah Gigante         | Australie        | AG Insurance-Soudal Team  | 7 h 57 min 33 s |
| 2e | Nienke Vinke          | Pays-Bas         | Team dsm-firmenich PostNL | + 20 s          |
| 3e | Neve Bradbury         | Australie        | Canyon-SRAM Racing        | + 33 s          |
| 4e | Amanda Spratt         | Australie        | Lidl-Trek                 | + 37 s          |
| 5e | Dominika Włodarczyk   | Pologne          | UAE Team ADQ              | + 44 s          |
| 6e | Victorie Guilman      | France           | St Michel-Mavic-Auber 93  | + 57 s          |
| 7e | Ella Wyllie           | Nouvelle-Zélande | Liv AlUla Jayco           | + 57 s          |
| 8e | Julie Van de Velde    | Belgique         | AG Insurance-Soudal Team  | + 57 s          |
| 9e | Cecilie Uttrup Ludwig | Danemark         | FDJ-Suez                  | + 1 min 02 s    |
| 10e | Nicole Frain          | Australie        | Australie                 | + 1 min 02 s    |

### Classements annexes

#### Classement de la montagne
| Classement de la montagne | Classement de la montagne | Classement de la montagne | Classement de la montagne | Classement de la montagne |
| Coureuse                  | Coureuse                  | Pays                      | Équipe                    | Points                    |
| ------------------------- | ------------------------- | ------------------------- | ------------------------- | ------------------------- |
| 1re                       | Katia Ragusa              | Italie                    | Human Powered Health      | 37 pts                    |
| 2e                        | Cecilie Uttrup Ludwig     | Danemark                  | FDJ-Suez                  | 12 pts                    |
| 3e                        | Sarah Gigante             | Australie                 | AG Insurance-Soudal Team  | 10 pts                    |
| 4e                        | Nienke Vinke              | Pays-Bas                  | Team dsm-firmenich PostNL | 6 pts                     |
| 5e                        | India Grangier            | France                    | Team Coop-Repsol          | 6 pts                     |
| 6e                        | Sophie Edwards            | Australie                 | Ara-Skip Capital          | 6 pts                     |
| 7e                        | Lily Williams             | États-Unis                | Human Powered Health      | 6 pts                     |
| 8e                        | Amanda Spratt             | Australie                 | Lidl-Trek                 | 4 pts                     |
| 9e                        | Ruth Edwards              | États-Unis                | Human Powered Health      | 4 pts                     |
| 10e                       | Matilda Raynolds          | Australie                 | Team BridgeLane           | 4 pts                     |

#### Classement par points
| Classement par points | Classement par points | Classement par points | Classement par points     | Classement par points |
| Coureuse              | Coureuse              | Pays                  | Équipe                    | Points                |
| --------------------- | --------------------- | --------------------- | ------------------------- | --------------------- |
| 1re                   | Sofia Bertizzolo      | Italie                | UAE Team ADQ              | 44 pts                |
| 2e                    | Cecilie Uttrup Ludwig | Danemark              | FDJ-Suez                  | 43 pts                |
| 3e                    | Francesca Barale      | Italie                | Team dsm-firmenich PostNL | 37 pts                |
| 4e                    | Soraya Paladin        | Italie                | Canyon-SRAM Racing        | 34 pts                |
| 5e                    | Amanda Spratt         | Australie             | Lidl-Trek                 | 33 pts                |
| 6e                    | Ally Wollaston        | Nouvelle-Zélande      | AG Insurance-Soudal Team  | 30 pts                |
| 7e                    | Sarah Gigante         | Australie             | AG Insurance-Soudal Team  | 29 pts                |
| 8e                    | Georgia Baker         | Australie             | Liv AlUla Jayco           | 28 pts                |
| 9e                    | Dominika Włodarczyk   | Pologne               | UAE Team ADQ              | 27 pts                |
| 10e                   | Ruby Roseman-Gannon   | Australie             | Liv AlUla Jayco           | 23 pts                |

#### Classement de la meilleure jeune
| Classement du meilleur jeune | Classement du meilleur jeune | Classement du meilleur jeune | Classement du meilleur jeune | Classement du meilleur jeune |
| Coureuse                     | Coureuse                     | Pays                         | Équipe                       | Temps                        |
| ---------------------------- | ---------------------------- | ---------------------------- | ---------------------------- | ---------------------------- |
| 1re                          | Nienke Vinke                 | Pays-Bas                     | Team dsm-firmenich PostNL    | 7 h 57 min 53 s              |
| 2e                           | Neve Bradbury                | Australie                    | Canyon-SRAM Racing           | + 13 s                       |
| 3e                           | Ella Wyllie                  | Nouvelle-Zélande             | Liv AlUla Jayco              | + 37 s                       |
| 4e                           | Francesca Barale             | Italie                       | Team dsm-firmenich PostNL    | + 45 s                       |
| 5e                           | Maud Oudeman                 | Pays-Bas                     | Team Visma \| Lease a Bike   | + 47 s                       |
| 6e                           | Rosita Reijnhout             | Pays-Bas                     | Team Visma \| Lease a Bike   | + 47 s                       |
| 7e                           | Marion Bunel                 | France                       | St Michel-Mavic-Auber 93     | + 55 s                       |
| 8e                           | Ella Simpson                 | Australie                    | Ara-Skip Capital             | + 1 min 04 s                 |
| 9e                           | Alice Towers                 | Royaume-Uni                  | Canyon-SRAM Racing           | + 1 min 08 s                 |
| 10e                          | Abi Smith                    | Royaume-Uni                  | Team dsm-firmenich PostNL    | + 1 min 38 s                 |

### Points UCI
| Position           | 1er | 2e  | 3e  | 4e  | 5e  | 6e  | 7e  | 8e  | 9e | 10e | 11e | 12e | 13e | 14e | 15e | 16e à 20e | 21e à 30e | 31e à 40e |
| Classement général | 400 | 320 | 260 | 220 | 180 | 140 | 120 | 100 | 80 | 68  | 56  | 48  | 40  | 32  | 28  | 24        | 16        | 8         |
| Par étape          | 50  | 40  | 30  | 24  | 20  | 18  | 15  | 10  | 8  | 6   |     |     |     |     |     |           |           |           |
| Leader, par étape  | 8   |     |     |     |     |     |     |     |    |     |     |     |     |     |     |           |           |           |
| Meilleure jeune    | 6   | 4   | 2   |     |     |     |     |     |    |     |     |     |     |     |     |           |           |           |

## Évolution des classements
| Étape              |                    | Vainqueur _           | Classement général    | Meilleure grimpeuse | Meilleure sprinteuse | Meilleure jeune  | Meilleure équipe _        |
| ------------------ | ------------------ | --------------------- | --------------------- | ------------------- | -------------------- | ---------------- | ------------------------- |
| 1re étape          | étape de plaine    | Ally Wollaston        | Ally Wollaston        | Katia Ragusa        | Ally Wollaston       | Kristýna Burlová | Lifeplus Wahoo            |
| 2e étape           | étape vallonnée    | Cecilie Uttrup Ludwig | Cecilie Uttrup Ludwig | Katia Ragusa        | Sofia Bertizzolo     | Francesca Barale | UAE Team ADQ              |
| 3e étape           | étape vallonnée    | Sarah Gigante         | Sarah Gigante         | Katia Ragusa        | Sofia Bertizzolo     | Nienke Vinke     | Team dsm-firmenich PostNL |
| Classements finals | Classements finals |                       | Sarah Gigante         | Katia Ragusa        | Sofia Bertizzolo     | Nienke Vinke     | non attribué              |

## Liste des participantes
| Légende | Légende                                                                    | Légende | Légende                                                    |
| ------- | -------------------------------------------------------------------------- | ------- | ---------------------------------------------------------- |
| Num     | Dossard de départ porté par le coureur sur ce Women's Tour Down Under      | Pos     | Position à l'arrivée de la course                          |
|         | Indique un maillot de champion national ou mondial, suivi de sa spécialité | NP      | Indique un coureur qui n'a pas pris le départ de la course |
| AB      | Indique un coureur qui n'a pas terminé la course                           | HD      | Indique un coureur qui a terminé la course hors des délais |

| FDJ-Suez FST | FDJ-Suez FST                | FDJ-Suez FST |
| ------------ | --------------------------- | ------------ |
| Num          | Coureuse                    | Pos          |
| 1            | Grace Brown (AUS)           | 42e          |
| 2            | Nina Buysman (NED)          | 45e          |
| 3            | Coralie Demay (FRA)         | 71e          |
| 4            | Cecilie Uttrup Ludwig (DEN) | 9e           |
| 5            | Évita Muzic (FRA)           | 22e          |
| 6            | Gladys Verhulst (FRA)       | 62e          |

| Lidl-Trek LTK | Lidl-Trek LTK                   | Lidl-Trek LTK |
| ------------- | ------------------------------- | ------------- |
| Num           | Coureuse                        | Pos           |
| 11            | Amanda Spratt (AUS)             | 4e            |
| 12            | Brodie Chapman (AUS)            | 24e           |
| 13            | Lauretta Hanson (AUS)           | 31e           |
| 14            | Ilaria Sanguineti (ITA)         | 69e           |
| 15            | Elynor Bäckstedt (GBR)          | 76e           |
| 16            | Felicity Wilson-Haffenden (AUS) | 84e           |

| Liv AlUla Jayco LAJ | Liv AlUla Jayco LAJ       | Liv AlUla Jayco LAJ |
| ------------------- | ------------------------- | ------------------- |
| Num                 | Coureuse                  | Pos                 |
| 21                  | Alexandra Manly (AUS)     | 39e                 |
| 22                  | Amber Pate (AUS)          | 37e                 |
| 23                  | Ella Wyllie (NZL)         | 7e                  |
| 24                  | Georgia Baker (AUS)       | 47e                 |
| 25                  | Georgie Howe (AUS)        | 49e                 |
| 26                  | Ruby Roseman-Gannon (AUS) | 14e                 |

| Human Powered Health HPH | Human Powered Health HPH      | Human Powered Health HPH |
| ------------------------ | ----------------------------- | ------------------------ |
| Num                      | Coureuse                      | Pos                      |
| 31                       | Audrey Cordon-Ragot (FRA)     | 78e                      |
| 32                       | Ruth Edwards (USA)            | 16e                      |
| 33                       | Lily Williams (USA)           | 63e                      |
| 34                       | Henrietta Christie (NZL)      | NP-2                     |
| 35                       | Katia Ragusa (ITA)            | 40e                      |
| 36                       | Kristabel Doebel-Hickok (USA) | 55e                      |

| Canyon-SRAM Racing CSR | Canyon-SRAM Racing CSR | Canyon-SRAM Racing CSR |
| ---------------------- | ---------------------- | ---------------------- |
| Num                    | Coureuse               | Pos                    |
| 41                     | Neve Bradbury (AUS)    | 3e                     |
| 42                     | Tiffany Cromwell (AUS) | 34e                    |
| 43                     | Alex Morrice (GBR)     | 73e                    |
| 44                     | Soraya Paladin (ITA)   | 17e                    |
| 45                     | Alice Towers (GBR)     | 20e                    |

| Team Visma \| Lease a Bike TVL | Team Visma \| Lease a Bike TVL | Team Visma \| Lease a Bike TVL |
| ------------------------------ | ------------------------------ | ------------------------------ |
| Num                            | Coureuse                       | Pos                            |
| 51                             | Linda Riedmann (GER)           | 52e                            |
| 52                             | Maud Oudeman (NED)             | 12e                            |
| 53                             | Rosita Reijnhout (NED)         | 13e                            |
| 54                             | Nienke Veenhoven (NED)         | 72e                            |
| 55                             | Mijntje Geurts (NED)           | 75e                            |
| 56                             | Lieke Nooijen (NED)            | 29e                            |

| UAE Team ADQ UAD | UAE Team ADQ UAD          | UAE Team ADQ UAD |
| ---------------- | ------------------------- | ---------------- |
| Num              | Coureuse                  | Pos              |
| 61               | Safia Al Sayegh (UAE)     | AB-2             |
| 62               | Sofia Bertizzolo (ITA)    | 26e              |
| 63               | Eugenia Bujak (SLO)       | 30e              |
| 64               | Anastasia Carbonari (LAT) | 74e              |
| 65               | Mikayla Harvey (NZL)      | 25e              |
| 66               | Dominika Włodarczyk (POL) | 5e               |

| AG Insurance-Soudal Team AGS | AG Insurance-Soudal Team AGS       | AG Insurance-Soudal Team AGS |
| ---------------------------- | ---------------------------------- | ---------------------------- |
| Num                          | Coureuse                           | Pos                          |
| 71                           | Sarah Gigante (AUS)                | 1re                          |
| 72                           | Kimberley Le Court de Billot (MRI) | 32e                          |
| 73                           | Anya Louw (AUS)                    | 56e                          |
| 74                           | Gaia Masetti (ITA)                 | 48e                          |
| 75                           | Julie Van de Velde (BEL)           | 8e                           |
| 76                           | Ally Wollaston (NZL)               | 46e                          |

| Team dsm-firmenich PostNL DFP | Team dsm-firmenich PostNL DFP | Team dsm-firmenich PostNL DFP |
| ----------------------------- | ----------------------------- | ----------------------------- |
| Num                           | Coureuse                      | Pos                           |
| 81                            | Maeve Plouffe (AUS)           | AB-2                          |
| 82                            | Francesca Barale (ITA)        | 11e                           |
| 83                            | Eleonora Ciabocco (ITA)       | 58e                           |
| 84                            | Abi Smith (GBR)               | 27e                           |
| 85                            | Franziska Koch (GER)          | 51e                           |
| 86                            | Nienke Vinke (NED)            | 2e                            |

| Team Coop-Repsol HPU | Team Coop-Repsol HPU    | Team Coop-Repsol HPU |
| -------------------- | ----------------------- | -------------------- |
| Num                  | Coureuse                | Pos                  |
| 91                   | Camilla Rånes Bye (NOR) | AB-2                 |
| 92                   | Stine Dale (NOR)        | 81e                  |
| 93                   | India Grangier (FRA)    | 21e                  |
| 94                   | Stina Kagevi (SWE)      | 54e                  |
| 95                   | Mari Hole Mohr (NOR)    | 61e                  |

| Team BridgeLane TBL | Team BridgeLane TBL    | Team BridgeLane TBL |
| ------------------- | ---------------------- | ------------------- |
| Num                 | Coureuse               | Pos                 |
| 101                 | Amanda Poulsen         | 79e                 |
| 102                 | Haylee Fuller (AUS)    | 64e                 |
| 103                 | Matilda Raynolds (AUS) | 36e                 |
| 104                 | Talia Appleton (AUS)   | 77e                 |
| 105                 | Gina Ricardo (AUS)     | 59e                 |
| 106                 | Lillee Pollock (AUS)   | 65e                 |

| Ara-Skip Capital ARA | Ara-Skip Capital ARA | Ara-Skip Capital ARA |
| -------------------- | -------------------- | -------------------- |
| Num                  | Coureuse             | Pos                  |
| 111                  | Sophie Edwards (AUS) | 35e                  |
| 112                  | Sophie Marr (AUS)    | 38e                  |
| 113                  | Keira Will (AUS)     | 82e                  |
| 114                  | Lucie Fityus (AUS)   | 41e                  |
| 115                  | Alli Anderson (AUS)  | AB-2                 |
| 116                  | Ella Simpson (AUS)   | 18e                  |

| Australie AUS | Australie AUS      | Australie AUS |
| ------------- | ------------------ | ------------- |
| Num           | Coureuse           | Pos           |
| 121           | Sarah Roy          | 44e           |
| 122           | Nicole Frain       | 10e           |
| 123           | Elizabeth Stannard | 28e           |
| 124           | Darcie Richards    | 85e           |
| 125           | Emily Watts        | 23e           |

| St Michel-Mavic-Auber 93 AUB | St Michel-Mavic-Auber 93 AUB | St Michel-Mavic-Auber 93 AUB |
| ---------------------------- | ---------------------------- | ---------------------------- |
| Num                          | Coureuse                     | Pos                          |
| 131                          | Alison Avoine (FRA)          | 68e                          |
| 132                          | Marion Bunel (FRA)           | 15e                          |
| 133                          | Roxane Fournier (FRA)        | 67e                          |
| 134                          | Victorie Guilman (FRA)       | 6e                           |
| 135                          | Dilyxine Miermont (FRA)      | 57e                          |
| 136                          | Elyne Roussel (FRA)          | 70e                          |

| Lifeplus Wahoo LPW | Lifeplus Wahoo LPW     | Lifeplus Wahoo LPW |
| ------------------ | ---------------------- | ------------------ |
| Num                | Coureuse               | Pos                |
| 141                | Heidi Franz (USA)      | 19e                |
| 142                | Kaja Rysz (POL)        | 50e                |
| 143                | Karin Söderqvist (SWE) | 43e                |
| 144                | Alicia González (ESP)  | 60e                |
| 145                | Kate Richardson (GBR)  | 66e                |
| 146                | Kristýna Burlová (CZE) | AB-2               |

| Tashkent City Women Professional Cycling Team TCW | Tashkent City Women Professional Cycling Team TCW | Tashkent City Women Professional Cycling Team TCW |
| ------------------------------------------------- | ------------------------------------------------- | ------------------------------------------------- |
| Num                                               | Coureuse                                          | Pos                                               |
| 151                                               | Olga Zabelinskaïa (UZB)                           | 33e                                               |
| 152                                               | Yanina Kuskova (UZB)                              | 53e                                               |
| 153                                               | Madina Kakhkhorova (UZB)                          | 83e                                               |
| 154                                               | Margarita Misyurina (UZB)                         | 80e                                               |
| 155                                               | Sofia Karimova (UZB)                              | AB-2                                              |
| 156                                               | Nafosat Kozieva (UZB)                             | AB-2                                              |

| FDJ-Suez FST | FDJ-Suez FST                | FDJ-Suez FST |
| ------------ | --------------------------- | ------------ |
| Num          | Coureuse                    | Pos          |
| 1            | Grace Brown (AUS)           | 42e          |
| 2            | Nina Buysman (NED)          | 45e          |
| 3            | Coralie Demay (FRA)         | 71e          |
| 4            | Cecilie Uttrup Ludwig (DEN) | 9e           |
| 5            | Évita Muzic (FRA)           | 22e          |
| 6            | Gladys Verhulst (FRA)       | 62e          |

| Lidl-Trek LTK | Lidl-Trek LTK                   | Lidl-Trek LTK |
| ------------- | ------------------------------- | ------------- |
| Num           | Coureuse                        | Pos           |
| 11            | Amanda Spratt (AUS)             | 4e            |
| 12            | Brodie Chapman (AUS)            | 24e           |
| 13            | Lauretta Hanson (AUS)           | 31e           |
| 14            | Ilaria Sanguineti (ITA)         | 69e           |
| 15            | Elynor Bäckstedt (GBR)          | 76e           |
| 16            | Felicity Wilson-Haffenden (AUS) | 84e           |

| Liv AlUla Jayco LAJ | Liv AlUla Jayco LAJ       | Liv AlUla Jayco LAJ |
| ------------------- | ------------------------- | ------------------- |
| Num                 | Coureuse                  | Pos                 |
| 21                  | Alexandra Manly (AUS)     | 39e                 |
| 22                  | Amber Pate (AUS)          | 37e                 |
| 23                  | Ella Wyllie (NZL)         | 7e                  |
| 24                  | Georgia Baker (AUS)       | 47e                 |
| 25                  | Georgie Howe (AUS)        | 49e                 |
| 26                  | Ruby Roseman-Gannon (AUS) | 14e                 |

| Human Powered Health HPH | Human Powered Health HPH      | Human Powered Health HPH |
| ------------------------ | ----------------------------- | ------------------------ |
| Num                      | Coureuse                      | Pos                      |
| 31                       | Audrey Cordon-Ragot (FRA)     | 78e                      |
| 32                       | Ruth Edwards (USA)            | 16e                      |
| 33                       | Lily Williams (USA)           | 63e                      |
| 34                       | Henrietta Christie (NZL)      | NP-2                     |
| 35                       | Katia Ragusa (ITA)            | 40e                      |
| 36                       | Kristabel Doebel-Hickok (USA) | 55e                      |

| Canyon-SRAM Racing CSR | Canyon-SRAM Racing CSR | Canyon-SRAM Racing CSR |
| ---------------------- | ---------------------- | ---------------------- |
| Num                    | Coureuse               | Pos                    |
| 41                     | Neve Bradbury (AUS)    | 3e                     |
| 42                     | Tiffany Cromwell (AUS) | 34e                    |
| 43                     | Alex Morrice (GBR)     | 73e                    |
| 44                     | Soraya Paladin (ITA)   | 17e                    |
| 45                     | Alice Towers (GBR)     | 20e                    |

| Team Visma \| Lease a Bike TVL | Team Visma \| Lease a Bike TVL | Team Visma \| Lease a Bike TVL |
| ------------------------------ | ------------------------------ | ------------------------------ |
| Num                            | Coureuse                       | Pos                            |
| 51                             | Linda Riedmann (GER)           | 52e                            |
| 52                             | Maud Oudeman (NED)             | 12e                            |
| 53                             | Rosita Reijnhout (NED)         | 13e                            |
| 54                             | Nienke Veenhoven (NED)         | 72e                            |
| 55                             | Mijntje Geurts (NED)           | 75e                            |
| 56                             | Lieke Nooijen (NED)            | 29e                            |

| UAE Team ADQ UAD | UAE Team ADQ UAD          | UAE Team ADQ UAD |
| ---------------- | ------------------------- | ---------------- |
| Num              | Coureuse                  | Pos              |
| 61               | Safia Al Sayegh (UAE)     | AB-2             |
| 62               | Sofia Bertizzolo (ITA)    | 26e              |
| 63               | Eugenia Bujak (SLO)       | 30e              |
| 64               | Anastasia Carbonari (LAT) | 74e              |
| 65               | Mikayla Harvey (NZL)      | 25e              |
| 66               | Dominika Włodarczyk (POL) | 5e               |

| AG Insurance-Soudal Team AGS | AG Insurance-Soudal Team AGS       | AG Insurance-Soudal Team AGS |
| ---------------------------- | ---------------------------------- | ---------------------------- |
| Num                          | Coureuse                           | Pos                          |
| 71                           | Sarah Gigante (AUS)                | 1re                          |
| 72                           | Kimberley Le Court de Billot (MRI) | 32e                          |
| 73                           | Anya Louw (AUS)                    | 56e                          |
| 74                           | Gaia Masetti (ITA)                 | 48e                          |
| 75                           | Julie Van de Velde (BEL)           | 8e                           |
| 76                           | Ally Wollaston (NZL)               | 46e                          |

| Team dsm-firmenich PostNL DFP | Team dsm-firmenich PostNL DFP | Team dsm-firmenich PostNL DFP |
| ----------------------------- | ----------------------------- | ----------------------------- |
| Num                           | Coureuse                      | Pos                           |
| 81                            | Maeve Plouffe (AUS)           | AB-2                          |
| 82                            | Francesca Barale (ITA)        | 11e                           |
| 83                            | Eleonora Ciabocco (ITA)       | 58e                           |
| 84                            | Abi Smith (GBR)               | 27e                           |
| 85                            | Franziska Koch (GER)          | 51e                           |
| 86                            | Nienke Vinke (NED)            | 2e                            |

| Team Coop-Repsol HPU | Team Coop-Repsol HPU    | Team Coop-Repsol HPU |
| -------------------- | ----------------------- | -------------------- |
| Num                  | Coureuse                | Pos                  |
| 91                   | Camilla Rånes Bye (NOR) | AB-2                 |
| 92                   | Stine Dale (NOR)        | 81e                  |
| 93                   | India Grangier (FRA)    | 21e                  |
| 94                   | Stina Kagevi (SWE)      | 54e                  |
| 95                   | Mari Hole Mohr (NOR)    | 61e                  |

| Team BridgeLane TBL | Team BridgeLane TBL    | Team BridgeLane TBL |
| ------------------- | ---------------------- | ------------------- |
| Num                 | Coureuse               | Pos                 |
| 101                 | Amanda Poulsen         | 79e                 |
| 102                 | Haylee Fuller (AUS)    | 64e                 |
| 103                 | Matilda Raynolds (AUS) | 36e                 |
| 104                 | Talia Appleton (AUS)   | 77e                 |
| 105                 | Gina Ricardo (AUS)     | 59e                 |
| 106                 | Lillee Pollock (AUS)   | 65e                 |

| Ara-Skip Capital ARA | Ara-Skip Capital ARA | Ara-Skip Capital ARA |
| -------------------- | -------------------- | -------------------- |
| Num                  | Coureuse             | Pos                  |
| 111                  | Sophie Edwards (AUS) | 35e                  |
| 112                  | Sophie Marr (AUS)    | 38e                  |
| 113                  | Keira Will (AUS)     | 82e                  |
| 114                  | Lucie Fityus (AUS)   | 41e                  |
| 115                  | Alli Anderson (AUS)  | AB-2                 |
| 116                  | Ella Simpson (AUS)   | 18e                  |

| Australie AUS | Australie AUS      | Australie AUS |
| ------------- | ------------------ | ------------- |
| Num           | Coureuse           | Pos           |
| 121           | Sarah Roy          | 44e           |
| 122           | Nicole Frain       | 10e           |
| 123           | Elizabeth Stannard | 28e           |
| 124           | Darcie Richards    | 85e           |
| 125           | Emily Watts        | 23e           |

| St Michel-Mavic-Auber 93 AUB | St Michel-Mavic-Auber 93 AUB | St Michel-Mavic-Auber 93 AUB |
| ---------------------------- | ---------------------------- | ---------------------------- |
| Num                          | Coureuse                     | Pos                          |
| 131                          | Alison Avoine (FRA)          | 68e                          |
| 132                          | Marion Bunel (FRA)           | 15e                          |
| 133                          | Roxane Fournier (FRA)        | 67e                          |
| 134                          | Victorie Guilman (FRA)       | 6e                           |
| 135                          | Dilyxine Miermont (FRA)      | 57e                          |
| 136                          | Elyne Roussel (FRA)          | 70e                          |

| Lifeplus Wahoo LPW | Lifeplus Wahoo LPW     | Lifeplus Wahoo LPW |
| ------------------ | ---------------------- | ------------------ |
| Num                | Coureuse               | Pos                |
| 141                | Heidi Franz (USA)      | 19e                |
| 142                | Kaja Rysz (POL)        | 50e                |
| 143                | Karin Söderqvist (SWE) | 43e                |
| 144                | Alicia González (ESP)  | 60e                |
| 145                | Kate Richardson (GBR)  | 66e                |
| 146                | Kristýna Burlová (CZE) | AB-2               |

| Tashkent City Women Professional Cycling Team TCW | Tashkent City Women Professional Cycling Team TCW | Tashkent City Women Professional Cycling Team TCW |
| ------------------------------------------------- | ------------------------------------------------- | ------------------------------------------------- |
| Num                                               | Coureuse                                          | Pos                                               |
| 151                                               | Olga Zabelinskaïa (UZB)                           | 33e                                               |
| 152                                               | Yanina Kuskova (UZB)                              | 53e                                               |
| 153                                               | Madina Kakhkhorova (UZB)                          | 83e                                               |
| 154                                               | Margarita Misyurina (UZB)                         | 80e                                               |
| 155                                               | Sofia Karimova (UZB)                              | AB-2                                              |
| 156                                               | Nafosat Kozieva (UZB)                             | AB-2                                              |